# Hardenberg (Overijssel)
Pour les articles homonymes, voir Hardenberg.
Hardenberg est une commune néerlandaise, située en province d'Overijssel et comptant environ 58 000 habitants.

## Histoire

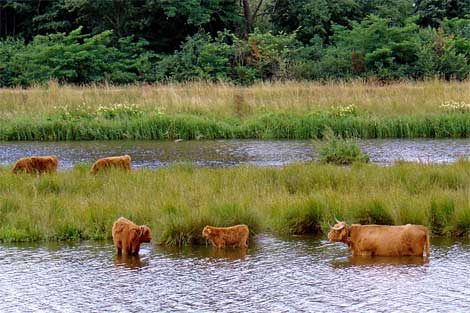
Animaux dans les terrains naturels de la commune.

Entre 1818 et 1941, la commune de Hardenberg a été scindée en deux : la ville (commune de Stad Hardenberg) et la campagne environnante (commune d'Ambt Hardenberg. En 2001, les communes de Gramsbergen et Avereest furent rattachées à Hardenberg.

## Galerie

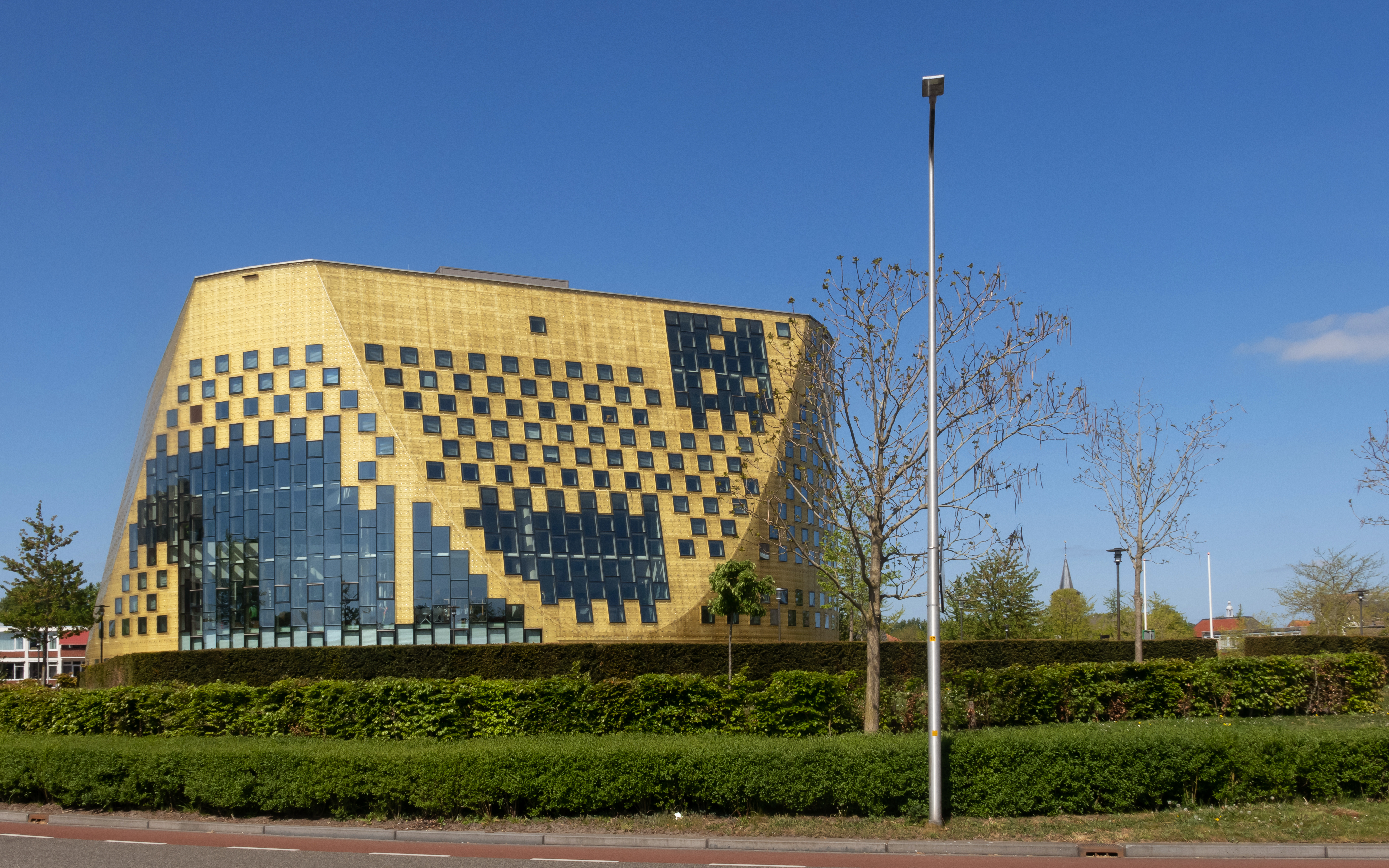
Hardenberg, l'hôtel de ville
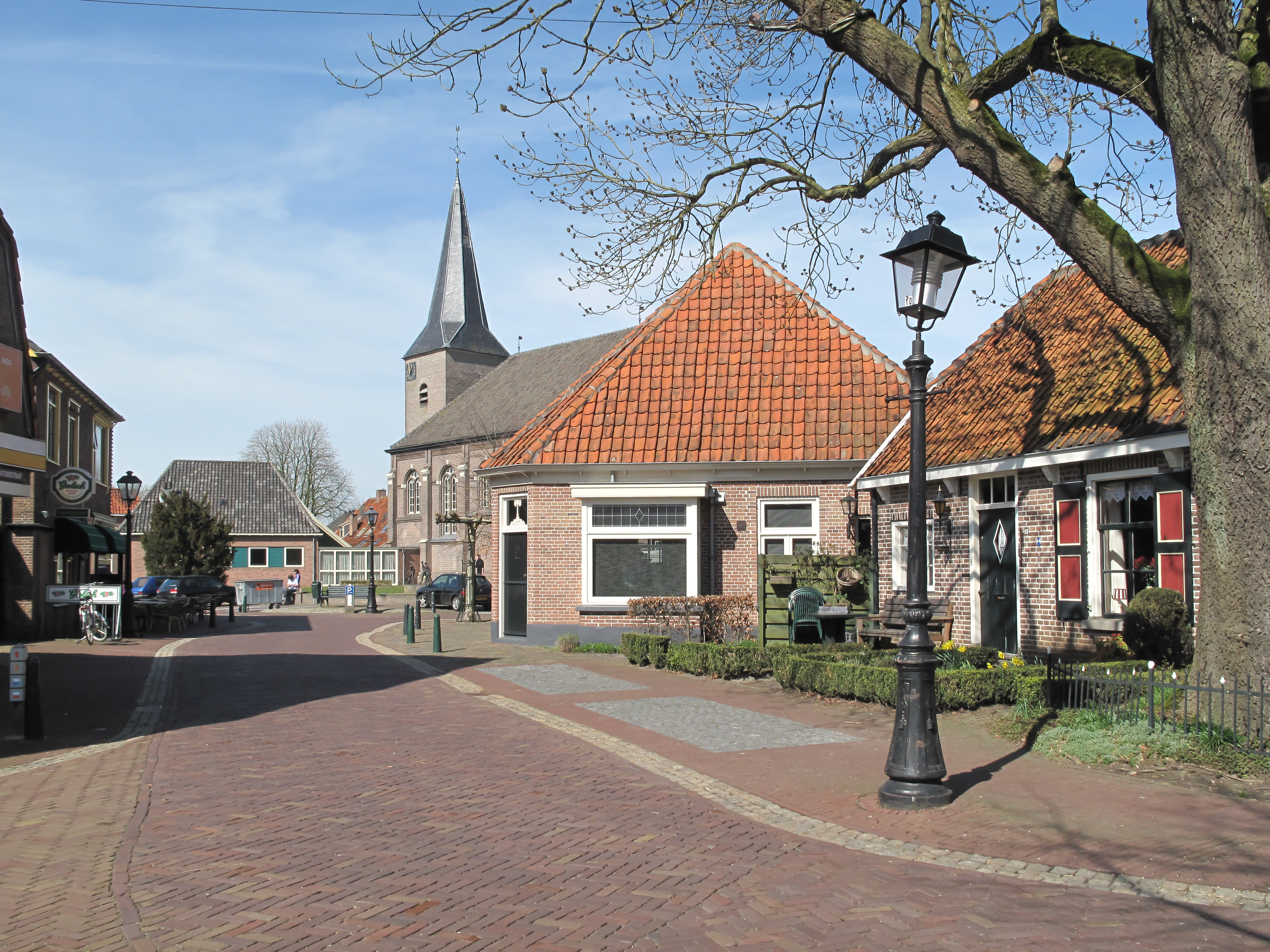
Gramsbergen, l'église (protestante) sur la rue
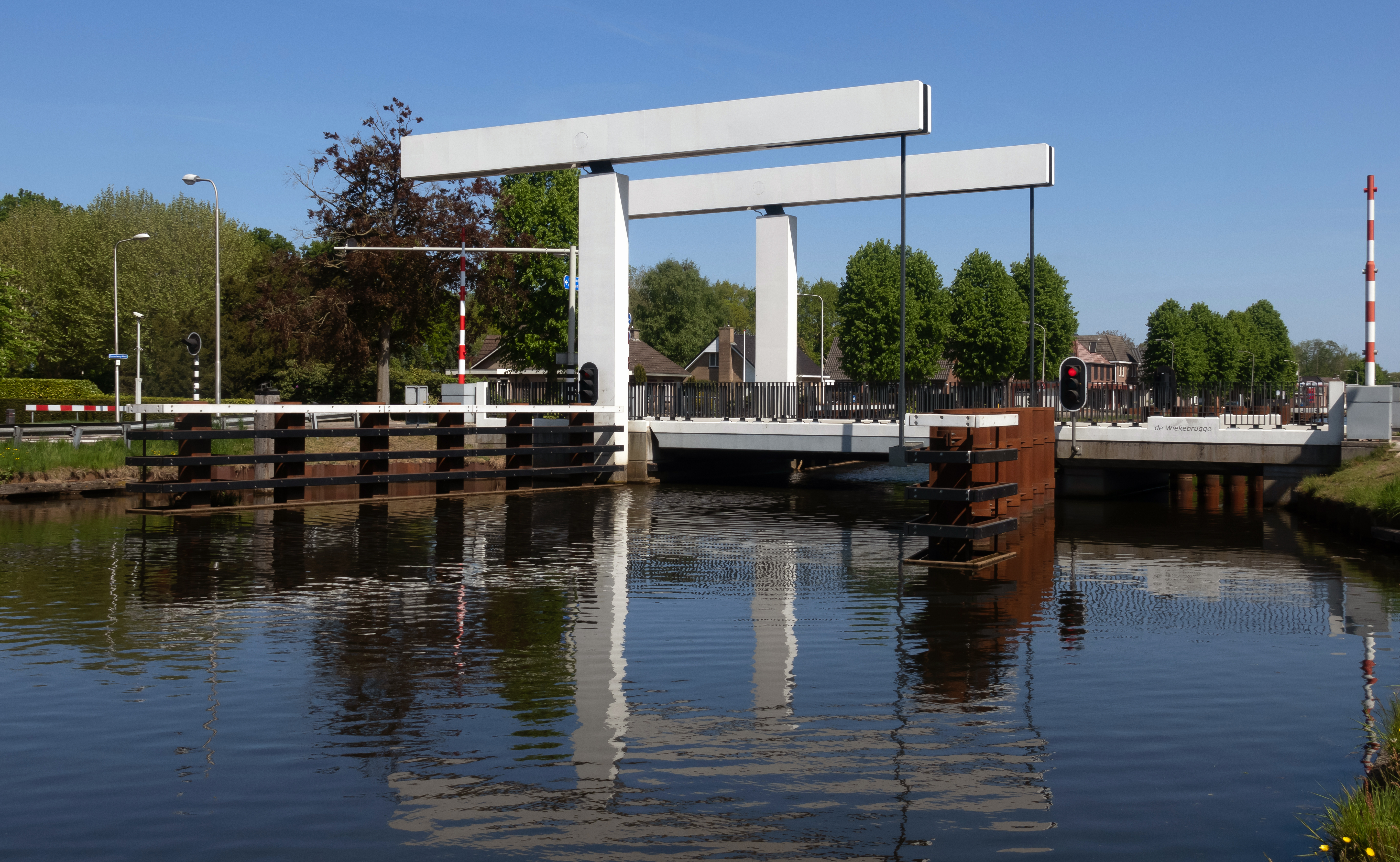
Bergentheim, le pont basculant: le Wiekebrugge
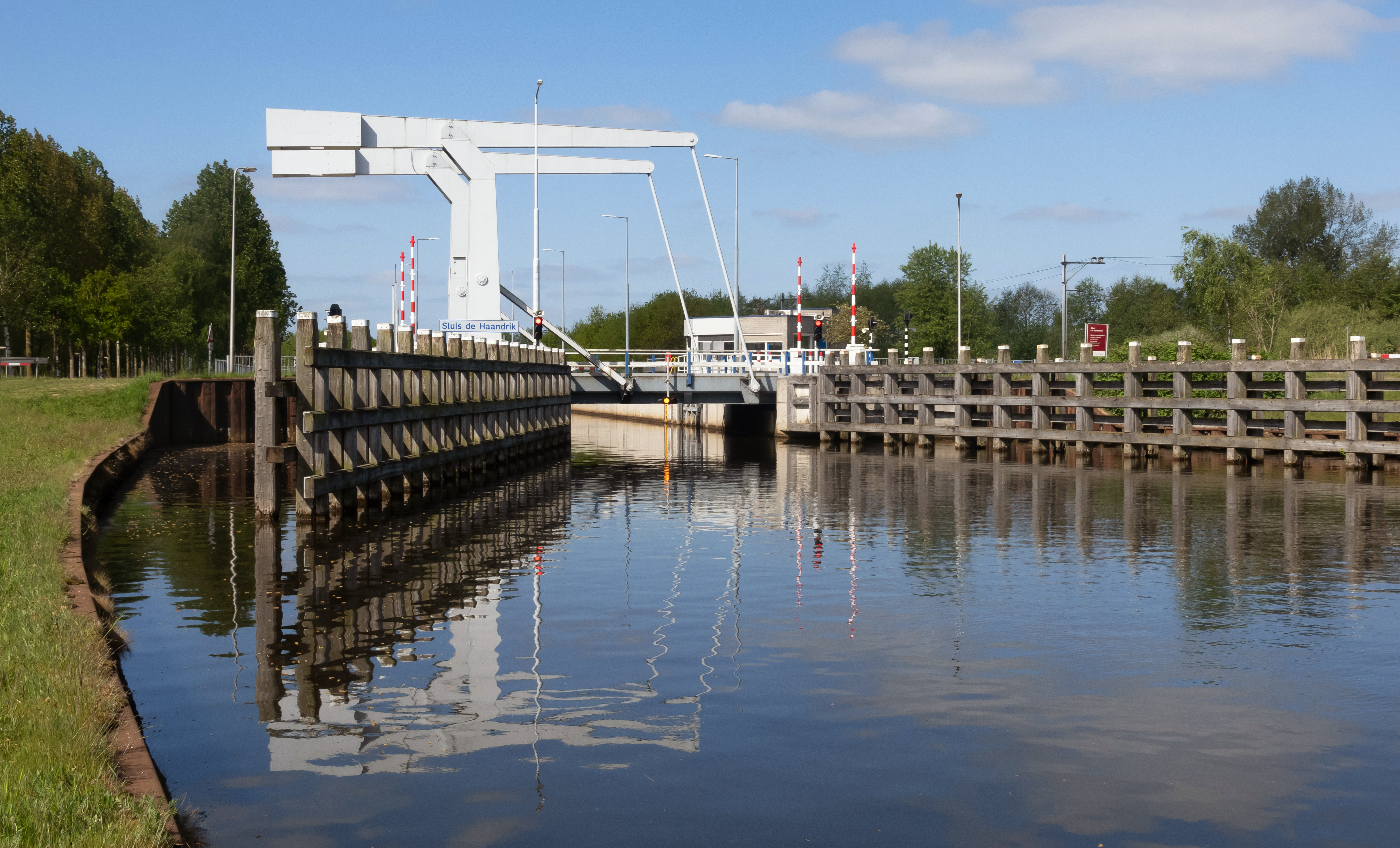
De Haandrik, l'écluse Sluis De Haandrik